# Orlando Pride
El Orlando Pride (El Orgullo de Orlando) es un club de fútbol femenino estadounidense con sede en Orlando, en el estado de Florida. Es la sección femenina del Orlando City. Fue fundado en 2015 y actualmente juega en la National Women's Soccer League, máxima categoría de los Estados Unidos. Juega como local en el Orlando City Stadium, con una capacidad de 25.500 espectadores.

## Temporadas

### NWSL
| Temporada | Posición  | Eliminatorias | Posición    |
| --------- | --------- | ------------- | ----------- |
| 2016      | 9.º       | No            | –           |
| 2017      | 4.º       | Sí            | Semifinales |
| 2018      | 7.º       | No            | –           |
| 2019      | 9.º       | No            | –           |
| 2020      | Cancelado | Cancelado     | Cancelado   |
| 2021      | 8.º       | No            | –           |
| 2022      | 10.º      | No            | –           |
| 2023      | 7.º       | No            | –           |
| 2024      | 1.º       | Sí            | Campeón     |

### NWSL Challenge Cup
| Edición | Fase de grupos | Fase final |
| ------- | -------------- | ---------- |
| 2020    | Retirado       | Retirado   |
| 2021    | 3.º            | –          |
| 2022    | 4.º            | –          |
| 2023    | 4.º            | –          |

## Palmarés
- National Women's Soccer League (1): 2024.
- NWSL Shield (1): 2024.

## Jugadoras

### Récords
| Máximas goleadoras | Máximas goleadoras | Máximas goleadoras | Más partidos disputados | Más partidos disputados | Más partidos disputados |
| ------------------ | ------------------ | ------------------ | ----------------------- | ----------------------- | ----------------------- |
| 1.                 | 'Marta'            | 27 goles           | 1.                      | Toni Pressley           | 94 partidos             |
| 2.                 | Alex Morgan        | 23 goles           | 2.                      | Ashlyn Harris           | 89 partidos             |
| 3.                 | Sydney Leroux      | 18 goles           | 3.                      | Ali Krieger             | 86 partidos             |
| 4.                 | Chioma Ubogagu     | 12 goles           | 4.                      | 'Marta'                 | 84 partidos             |
| 5.                 | Rachel Hill        | 11 goles           | 5.                      | Dani Weatherholt        | 74 partidos             |
| Lista completa     | Lista completa     | Lista completa     | Lista completa          | Lista completa          | Lista completa          |

### Jugadoras Destacadas
| - Ali Krieger - Alex Morgan - Lisa De Vanna | - Steph Catley - Kaylyn Kyle - Marta |

## Personal y cuerpo técnico
Actualizado a febrero de 2023.
| Cuerpo técnico |
| --- |
| - Seb Hines (director técnico) - Giles Barnes (asistente técnico) - Paul Crichton (entrenador de porteras) - Cory Price (director médico y de rendimiento) - Christi Edson (preparador físico) |
| Personal ejecutivo |
| - Mark Wilf (presidente) - Zygi Wilf (vicepresidente) - Leonard Wilf (vicepresidente) - Haley Carter (mánager)                                                                                 |